# 王命爵
王命爵（1549年—？），字元德，江西吉安府廬陵縣人，明朝政治人物。

## 生平
萬曆四年（1576年）丙子科江西鄉試第一名，萬曆五年（1577年）聯捷丁丑科進士，曾官直隸丹陽縣知縣。万历十年（1582年），出任漳浦縣知县。萬曆二十三年（1595年）任山東東昌府知府。二十九年改任怀庆府知府。

## 事跡
曾與東昌府繼任知府李士登同修萬曆《東昌府志》。

## 家族
曾祖父王惟賢，曾任義官；祖父王慶環，封太僕寺少卿；父王文炳，曾任南京通政使司右通政。前母劉氏（贈恭人）；母楊氏（封恭人）。重庆下。